# 低醇啤酒

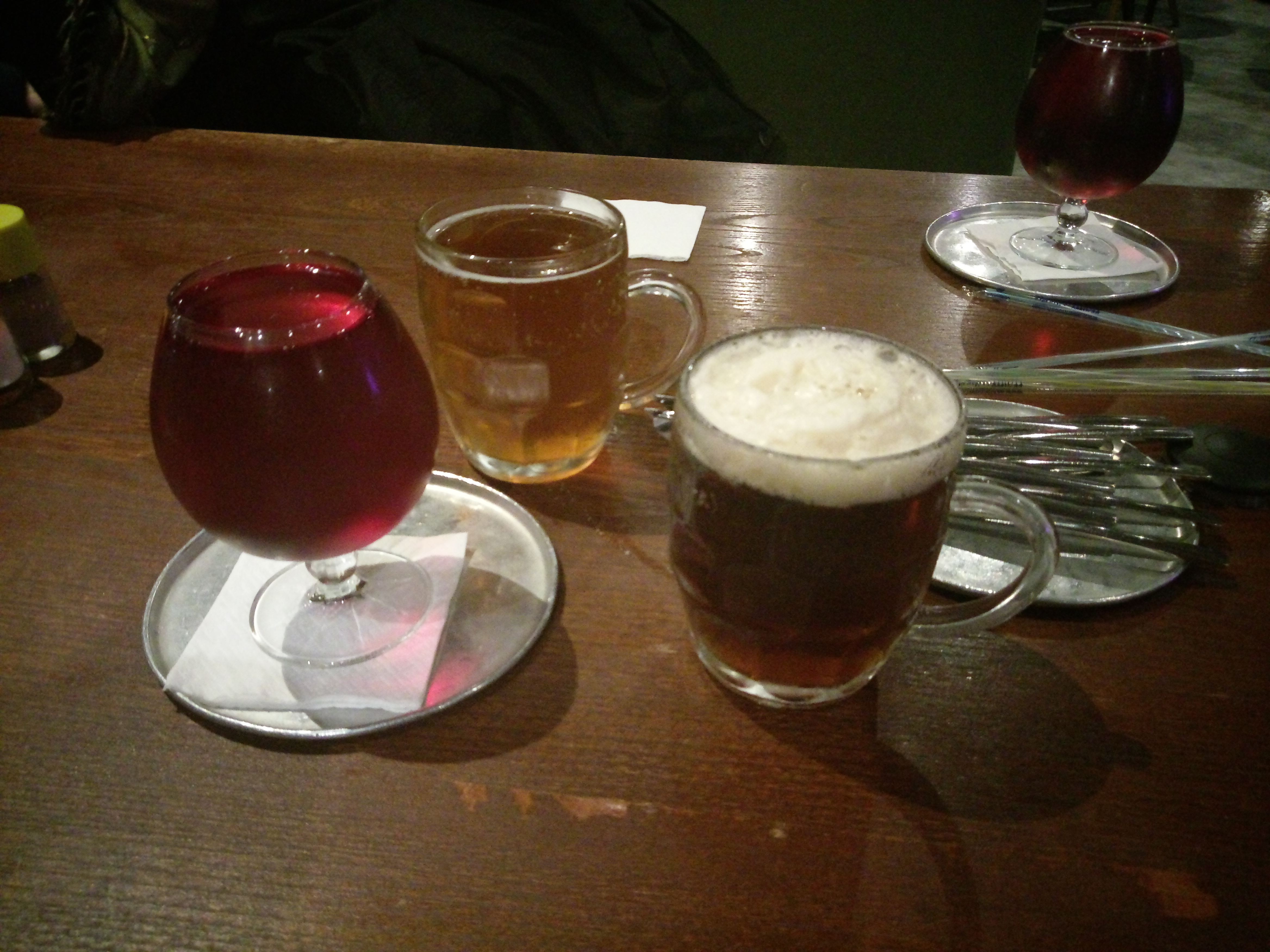
伊朗的低醇啤酒

低醇啤酒，或称淡啤，是指不含或含有少量酒精成分的啤酒。无醇啤酒在致力保留一般啤酒的味道时清除或减少一般酒精饮料所带来的致醉效果。大多数低醇啤酒为拉格型，也有一些低醇爱尔啤酒。
在一些国家里，如果啤酒的酒精濃度低于0.5%，就可以称为“无醇啤酒”。